# Zsolt Laczkó
Zsolt Laczkó (Seghedino, 18 dicembre 1986) è un allenatore di calcio ed ex calciatore ungherese, di ruolo difensore, assistente della nazionale ungherese.

## Caratteristiche tecniche
Mancino di piede, nasce come esterno alto di centrocampo salvo poi essere arretrato a terzino, ruolo che poi ricoprirà per tutta la carriera. Dotato di una notevole spinta offensiva, era abile a superare l'uomo per poi andare a crossare sul fondo, inizialmente si dimostrava carente in fase difensiva limando poi le sue lacune nel corso della carriera. L'ex compagno di squadra nella nazionale ungherese e nella Sampdoria Vladimir Koman, lo ha paragonato a un altro ex laterale sinistro blucerchiato: Reto Ziegler, esaltando soprattutto la sua duttilità.

## Carriera

### Club
Cresciuto nelle giovanili del Tisza Volan prima e del Ferencvaros poi, dal 2004 al 2007 gioca nella prima squadra magiara, da ala sinistra, collezionando 44 partite con 12 gol.

#### Olympiacos

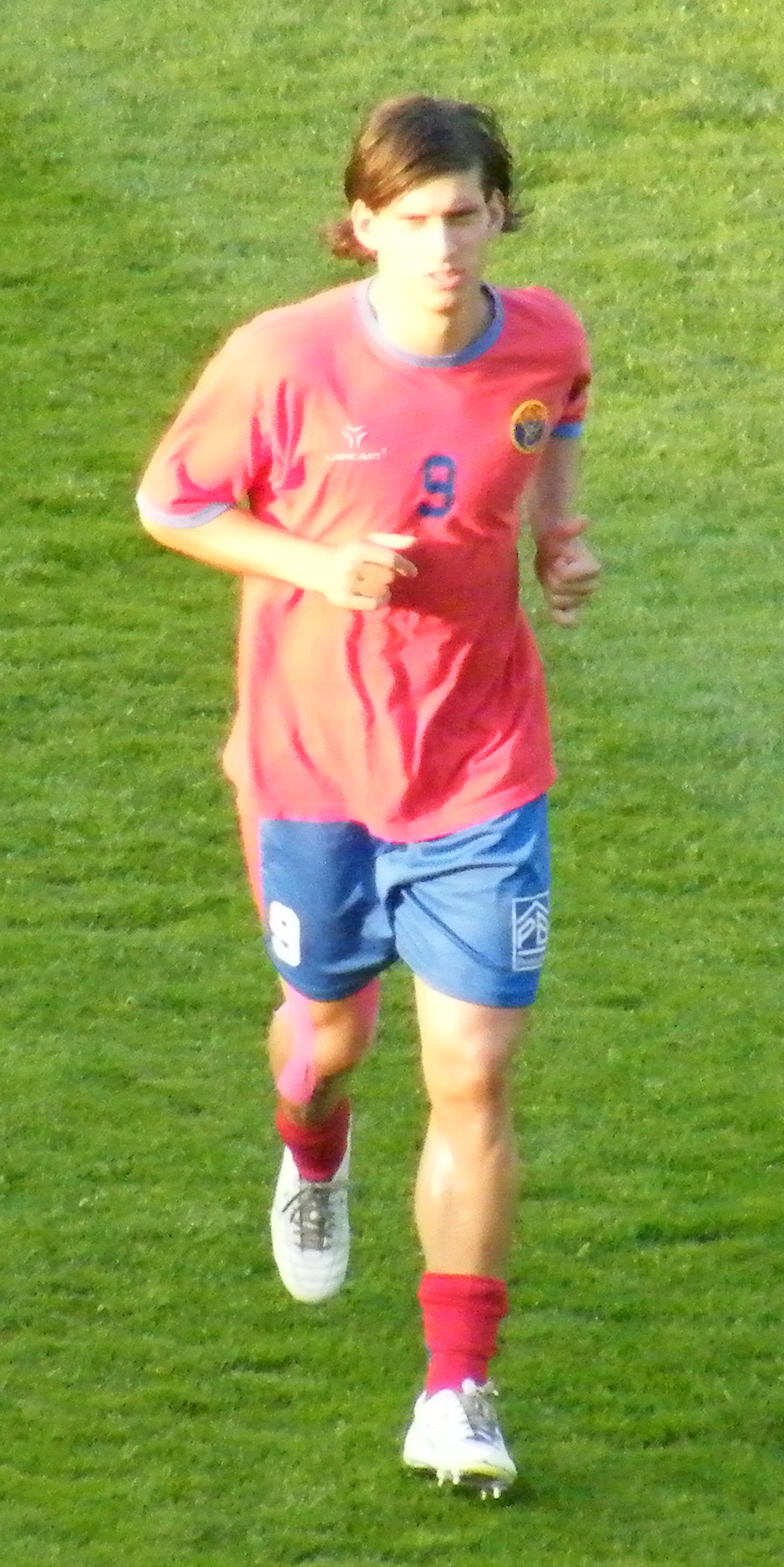
Laczkó in una foto del 2009.

Nell'estate 2007, svincolatosi, si trasferisce all'Olympiacos, che milita nella Superleague greca, che lo acquista e gli fa firmare un contratto quadriennale. Dopo il ritiro estivo viene ceduto in prestito all'Levadiakos, dove gioca 7 partite, e poi nel gennaio 2008 agli inglesi del Leicester City che disputano la Football League Championship (9 presenze).
Nel 2008, dopo due provini estivi tra Watford e Charleroi non andati a buon fine, Laczkó decide di tornare in patria, venendo acquistato dal Vasas dove gioca 23 partite e viene utilizzato nel ruolo di terzino sinistro.

#### Debrecen
Dopo una stagione viene acquistato nel 2009 dal Debreceni VSC, che gli affida il ruolo di titolare, riuscendo ad esordire in Champions League (6 gettoni totali) e vincendo a fine stagione Nemzeti Bajnokság I (campionato), Magyar Kupa (coppa nazionale), Magyar Szuper Kupa (supercoppa) e Magyar labdarúgó-ligakupa (coppa di lega). Nel 2010 gioca nell'Europa League 2010-2011 contro la Sampdoria battendo la squadra italiana 2-0 a Puskás Ferenc Stadion.

#### Sampdoria
Dopo un anno, viene notato dalla squadra italiana Sampdoria nelle due gare di Europa League contro gli ungheresi e acquistato il 20 gennaio 2011 per 830.000 euro.
Trova l'esordio con la maglia blucerchiata il 20 febbraio 2011 nella partita di campionato Fiorentina-Sampdoria (0-0). Esordisce in campionato da titolare il 13 marzo 2011 in Catania-Sampdoria (1-0), valevole per la 29ª giornata, venendo sostituito nella ripresa. Con l'arrivo di Alberto Cavasin sulla panchina blucerchiata riesce a trovare più continuità, giocando anche contro Chievo, Milan e Brescia. Rimane anche con la squadra retrocessa in B. Nella notte tra il 29 e il 30 ottobre la squadra, di ritorno dalla trasferta persa per 4-2 contro la Nocerina, viene aggredita dai tifosi arrabbiati fuori dall'Aeroporto di Genova-Cristoforo Colombo. A Rispoli viene spaccato un dente mentre Laczkó viene malmenato.

#### Vicenza e Padova
Il 7 settembre 2012 viene ceduto a titolo temporaneo al Vicenza in Serie B; lo stesso giorno, durante la partita Andorra-Ungheria 0-5, si infortuna gravemente al ginocchio destro ed è per questo costretto a farsi operare. Il 23 dicembre fa il suo ritorno in campo durante la partita Vicenza-Modena 3-3 subentrando al 76º minuto ad Alex Pinardi. Il 4 marzo 2013 disputa, per la prima volta da quando è arrivato a Vicenza, una partita dal primo minuto, giocando gli interi 90 minuti di Vicenza-Bari 0-1.
Rientrato a Genova, la stagione successiva viene nuovamente ceduto in prestito negli ultimi giorni del mercato estivo, questa volta al Padova, sempre in Serie B. Il 6 febbraio 2014, dopo 15 presenze in Campionato, il Padova non lo inserisce nella nuova lista dei 18 over-23 convocabili per le gare del Torneo cadetto.

#### Ferencvaros e Kecskemet
Il 21 febbraio 2014 il Padova comunica che il giocatore fa ritorno in Ungheria a titolo definitivo per giocare nel Ferencvaros.
Dopo soli 6 mesi e 4 partite disputate, in estate rimanendo sempre in Ungheria viene ceduto al Kecskemét club militante nella massima serie. Fa il suo esordio il 4 ottobre nella partita vinta per 3-2 contro il Paks, a fine stagione terminata con la retrocessione in NBII dopo 15 presenze e nessun gol viene ceduto.

#### Békéscsaba
Si accasa così al Békéscsaba, club neopromosso nella massima serie, per la cifra di duecentocinquantamila euro firmando un contratto annuale con opzione in caso di salvezza. Debutta alla prima giornata di campionato timbrando il primo gol nella sfida persa poi 3-2 contro il Debrecen; al termine della stagione, dopo aver segnato 5 reti in 29 incontri, non riesce comunque a raggiungere la salvezza vedendo la propria squadra retrocedere all'ultima giornata di campionato lasciando al termine della stagione il club.

#### Paks, Honvéd e ultime esperienze
Dopo essere rimasto svincolato il 15 luglio 2016 il giocatore rimane sempre in patria firmando un contratto biennale col Paks dove esordisce il 17 agosto in occasione della sesta giornata nella vittoria per 2-1 contro il Diósgyőr, ma il 15 gennaio 2017 dopo 11 presenze e zero reti si trasferisce in prestito fino al termine della stagione all'Honvéd Budapest. Con il club di Kispest esordisce ufficialmente l'11 febbraio nel match di andata Coppa d'Ungheria contro il Ferencváros sua ex squadra, Il 27 maggio 2017 dopo aver vinto lo scontro al vertice per 1-0 contro il Videoton si laurea insieme al resto della squadra campione d'Ungheria. Nella stagione successiva resta ancora con il club campione in carica d'Ungheria ma a gennaio 2018 scaduto il periodo del prestito dopo 16 presenze e nessun gol ritorna al Paks che lo svincola subito dopo. Pochi giorni dopo trova sistemazione al Vasas già suo ex club, con un contratto fino al termine della stagione. Scaduto il contratto con la società rossoblu, si accasa con un contratto annuale al III. Kerület club della terza circoscrizione di Budapest, scendendo in NBIII. Dopo aver segnato l'unico gol della stagione, tornando alla rete dopo tre anni, segnando al primo turno di Coppa d'Ungheria, non riuscirà più a tornare al gol chiudendo la stagione con un totale di 10 presenze ed un gol, restando svincolato. Pochi mesi dopo, non trovando offerte soddisfacenti si ritira dal calcio giocato all'età di 33 anni.

### Nazionale
Nel 2006 ha esordito con la Nazionale ungherese, giocando un incontro contro i pari età della Slovenia, successivamente ha giocato 5 partite nella Nazionale ungherese Under-21.
Il 29 maggio 2010 ha fatto il suo esordio in Nazionale maggiore subentrando all'85' in un'amichevole contro la Germania persa 3-0.
gioca in totale 22 partite restando per molto tempo un punto fermo della difesa, lasciando la nazionale nel 2013.

### Allenatore
Dopo pochi anni dal ritiro del calcio giocato, nel 2023 grazie a Marco Rossi suo ex allenatore ai tempi dell'Honvéd entra nello staff della Nazionale ungherese. Ottenuto il patentino per allenare, per la stagione 2024-25 viene chiamato dell'Honvéd ritornando così in un club in cui aveva già militato come calciatore, iniziando ufficialmente la carriera da allenatore con la squadra riserve militante in NBIII, terza divisione nazionale. A stagione iniziata, a seguito dell'esonero del tecnico Aurél Csertői viene nominato allenatore della prima squadra, lasciando la conduzione della squadra riserve, ma confermando ancora il ruolo all'interno dello staff della nazionale magiara. Poco prima della pausa invernale, a causa dei cattivi risultati ottenuti, viene esonerato, tornando all'incarico con la nazionale ungherese e lasciando la panchina del club a Tamás Feczkó.

## Statistiche

### Presenze e reti nei club
Statistiche aggiornate al 18 marzo 2017.
| Stagione            | Squadra            | Campionato         | Campionato | Campionato | Coppe nazionali | Coppe nazionali | Coppe nazionali | Coppe continentali | Coppe continentali | Coppe continentali | Altre coppe | Altre coppe | Altre coppe | Totale | Totale |
| Stagione            | Squadra            | Comp               | Pres       | Reti       | Comp            | Pres            | Reti            | Comp               | Pres               | Reti               | Comp        | Pres        | Reti        | Pres   | Reti   |
| ------------------- | ------------------ | ------------------ | ---------- | ---------- | --------------- | --------------- | --------------- | ------------------ | ------------------ | ------------------ | ----------- | ----------- | ----------- | ------ | ------ |
| 2004-2005           | Ferencváros        | NBI                | 1          | 0          | MK              | -               | -               | UCL+CU             | -                  | -                  | -           | -           | -           | 1      | 0      |
| 2005-2006           | Ferencváros        | NBI                | 28         | 3          | -               | -               | -               | CU                 | 2                  | 0                  | -           | -           | -           | 30     | 3      |
| 2006-2007           | Ferencváros        | NBII               | 28         | 12         | MK              | 6               | 0               | -                  | -                  | -                  | -           | -           | -           | 34     | 12     |
| ago.-dic. 2007      | Levadeiakos        | SL                 | 7          | 0          | CG              | 0               | 0               | -                  | -                  | -                  | -           | -           | -           | 7      | 0      |
| dic. 2007-gen. 2008 | Olympiacos         | SL                 | 0          | 0          | CG              | -               | -               | UCL                | -                  | -                  |             | -           | -           | 0      | 0      |
| gen.-giu. 2008      | Leicester City     | FLC                | 9          | 0          | FACup           | -               | -               | -                  | -                  | -                  | -           | -           | -           | 9      | 0      |
| 2008-2009           | Vasas              | NBI                | 17         | 0          | MK+MLK          | 0+8             | 0+3             | -                  | -                  | -                  | -           | -           | -           | 25     | 3      |
| 2009-2010           | Debrecen           | NBI                | 29         | 1          | MK+MLK          | 4+0             | 1+0             | UCL                | 6                  | 0                  | SU          | 0           | 0           | 39     | 2      |
| 2010-gen. 2011      | Debrecen           | NBI                | 12         | 1          | MK+MLK          | 1+0             | 0+0             | UCL+UEL            | 1+7                | 0+1                | SU          | 0           | 0           | 21     | 2      |
| Totale Debrecen     | Totale Debrecen    | Totale Debrecen    | 41         | 2          |                 | 5               | 1               |                    | 14                 | 1                  |             | 0           | 0           | 60     | 4      |
| gen.-giu. 2011      | Sampdoria          | A                  | 9          | 0          | CI              | 0               | 0               | UCL+UEL            | -                  | -                  | -           | -           | -           | 9      | 0      |
| 2011-2012           | Sampdoria          | B                  | 26+1       | 0+0        | CI              | 1               | 0               | -                  | -                  | -                  | -           | -           | -           | 28     | 0      |
| lug.-set. 2012      | Sampdoria          | A                  | 0          | 0          | CI              | -               | -               | -                  | -                  | -                  | -           | -           | -           | 0      | 0      |
| Totale Sampdoria    | Totale Sampdoria   | Totale Sampdoria   | 36         | 0          |                 | 1               | 0               |                    | -                  | -                  |             | -           | -           | 37     | 0      |
| set. 2012-2013      | Vicenza            | B                  | 13         | 0          | CI              | -               | -               | -                  | -                  | -                  | -           | -           | -           | 13     | 0      |
| 2013-feb. 2014      | Padova             | B                  | 15         | 0          | CI              | 0               | 0               |                    | -                  | -                  |             | -           | -           | 15     | 0      |
| feb.-giu. 2014      | Ferencváros        | NBI                | 4          | 0          | MK+MKL          | 0+2             | 0+0             | -                  | -                  | -                  |             |             |             | 6      | 0      |
| Totale Ferencváros  | Totale Ferencváros | Totale Ferencváros | 60         | 15         |                 | 8               | 0               |                    | 2                  | 0                  |             |             |             | 70     | 15     |
| set. 2014-2015      | Kecskemét          | NB I               | 15         | 0          | MK+MLK          | -+2             | -+0             | -                  | -                  | -                  | -           | -           | -           | 17     | 0      |
| 2015-2016           | Békéscsaba         | NB1                | 29         | 5          | MK              | 4               | 1               | -                  | -                  | -                  | -           | -           | -           | 34     | 6      |
| 2016-gen. 2017      | Paks               | NBI                | 11         | 0          | MK              | 1               | 0               | -                  | -                  | -                  | -           | -           | -           | 12     | 0      |
| gen.-giu. 2017      | Honvéd             | NBI                | 3          | 0          | MK              | 1               | 0               | -                  | -                  | -                  | -           | -           | -           | 4      | 0      |
| 2017-feb. 2018      | Honvéd             | NBI                | 13         | 0          | MK              | 3               | 0               | UCL                | 2                  | 0                  | -           | -           | -           | 18     | 0      |
| Totale Honvéd       | Totale Honvéd      | Totale Honvéd      | 16         | 0          |                 | 4               | 0               |                    | 2                  | 0                  |             | -           | -           | 22     | 0      |
| feb.-giu. 2018      | Vasas              | NBI                | 4          | 0          | MK              | -               | -               | -                  | -                  | -                  | -           | -           | -           | 4      | 0      |
| Totale Vasas        | Totale Vasas       | Totale Vasas       | 21         | 0          |                 | 8               | 3               |                    | -                  | -                  |             | -           | -           | 29     | 3      |
| 2018-2019           | III. Kerületi      | NBIII              | 9          | 0          | MK              | 1               | 1               | -                  | -                  | -                  | -           | -           | -           | 10     | 1      |
| Totale carriera     | Totale carriera    | Totale carriera    | 282        | 23         |                 | 34              | 6               |                    | 18                 | 1                  |             | 0           | 0           | 333    | 30     |

### Cronologia presenze e reti in Nazionale
| Cronologia completa delle presenze e delle reti in nazionale ― Ungheria | Cronologia completa delle presenze e delle reti in nazionale ― Ungheria | Cronologia completa delle presenze e delle reti in nazionale ― Ungheria | Cronologia completa delle presenze e delle reti in nazionale ― Ungheria | Cronologia completa delle presenze e delle reti in nazionale ― Ungheria | Cronologia completa delle presenze e delle reti in nazionale ― Ungheria | Cronologia completa delle presenze e delle reti in nazionale ― Ungheria | Cronologia completa delle presenze e delle reti in nazionale ― Ungheria |
| Data                                                                    | Città                                                                   | In casa                                                                 | Risultato                                                               | Ospiti                                                                  | Competizione                                                            | Reti                                                                    | Note                                                                    |
| ----------------------------------------------------------------------- | ----------------------------------------------------------------------- | ----------------------------------------------------------------------- | ----------------------------------------------------------------------- | ----------------------------------------------------------------------- | ----------------------------------------------------------------------- | ----------------------------------------------------------------------- | ----------------------------------------------------------------------- |
| 29-5-2010                                                               | Budapest                                                                | Ungheria                                                                | 0 – 3                                                                   | Germania                                                                | Amichevole                                                              | -                                                                       | 85’                                                                     |
| 5-6-2010                                                                | Amsterdam                                                               | Paesi Bassi                                                             | 6 – 1                                                                   | Ungheria                                                                | Amichevole                                                              | -                                                                       | 80’                                                                     |
| 11-8-2010                                                               | Londra                                                                  | Inghilterra                                                             | 2 – 1                                                                   | Ungheria                                                                | Amichevole                                                              | -                                                                       | 46’ 65’                                                                 |
| 3-9-2010                                                                | Solna                                                                   | Svezia                                                                  | 2 – 0                                                                   | Ungheria                                                                | Qual. Euro 2012                                                         | -                                                                       | 90+1’                                                                   |
| 7-9-2010                                                                | Budapest                                                                | Ungheria                                                                | 2 – 1                                                                   | Moldavia                                                                | Qual. Euro 2012                                                         | -                                                                       |                                                                         |
| 8-10-2010                                                               | Budapest                                                                | Ungheria                                                                | 8 – 0                                                                   | San Marino                                                              | Qual. Euro 2012                                                         | -                                                                       |                                                                         |
| 12-10-2010                                                              | Helsinki                                                                | Finlandia                                                               | 1 – 2                                                                   | Ungheria                                                                | Qual. Euro 2012                                                         | -                                                                       | 86’                                                                     |
| 17-11-2010                                                              | Székesfehérvár                                                          | Ungheria                                                                | 2 – 0                                                                   | Lituania                                                                | Amichevole                                                              | -                                                                       | 46’                                                                     |
| 9-2-2011                                                                | Dubai                                                                   | Ungheria                                                                | 2 – 0                                                                   | Azerbaigian                                                             | Amichevole                                                              | -                                                                       |                                                                         |
| 25-3-2011                                                               | Budapest                                                                | Ungheria                                                                | 0 – 4                                                                   | Paesi Bassi                                                             | Qual. Euro 2012                                                         | -                                                                       |                                                                         |
| 29-3-2011                                                               | Amsterdam                                                               | Paesi Bassi                                                             | 5 – 3                                                                   | Ungheria                                                                | Qual. Euro 2012                                                         | -                                                                       |                                                                         |
| 3-6-2011                                                                | Lussemburgo                                                             | Lussemburgo                                                             | 0 – 1                                                                   | Ungheria                                                                | Amichevole                                                              | -                                                                       | 23’                                                                     |
| 7-6-2011                                                                | Serravalle                                                              | San Marino                                                              | 0 – 3                                                                   | Ungheria                                                                | Qual. Euro 2012                                                         | -                                                                       |                                                                         |
| 10-8-2011                                                               | Budapest                                                                | Ungheria                                                                | 4 – 0                                                                   | Islanda                                                                 | Amichevole                                                              | -                                                                       | 84’                                                                     |
| 2-9-2011                                                                | Budapest                                                                | Ungheria                                                                | 2 – 1                                                                   | Svezia                                                                  | Qual. Euro 2012                                                         | -                                                                       |                                                                         |
| 6-9-2011                                                                | Chișinău                                                                | Moldavia                                                                | 0 – 2                                                                   | Ungheria                                                                | Qual. Euro 2012                                                         | -                                                                       | 69’ 75’                                                                 |
| 15-11-2011                                                              | Poznań                                                                  | Polonia                                                                 | 2 – 1                                                                   | Ungheria                                                                | Amichevole                                                              | -                                                                       |                                                                         |
| 29-2-2012                                                               | Győr                                                                    | Ungheria                                                                | 1 – 1                                                                   | Bulgaria                                                                | Amichevole                                                              | -                                                                       | 81’                                                                     |
| 1-6-2012                                                                | Praga                                                                   | Rep. Ceca                                                               | 1 – 2                                                                   | Ungheria                                                                | Amichevole                                                              | -                                                                       |                                                                         |
| 15-8-2012                                                               | Budapest                                                                | Ungheria                                                                | 1 – 1                                                                   | Israele                                                                 | Amichevole                                                              | -                                                                       |                                                                         |
| 7-9-2012                                                                | Andorra la Vella                                                        | Andorra                                                                 | 0 – 5                                                                   | Ungheria                                                                | Qual. Mondiali 2014                                                     | -                                                                       |                                                                         |
| 10-9-2013                                                               | Budapest                                                                | Ungheria                                                                | 5 – 1                                                                   | Estonia                                                                 | Qual. Mondiali 2014                                                     | -                                                                       | 54’ 62’                                                                 |
| Totale                                                                  |                                                                         | Presenze                                                                | 22                                                                      |                                                                         | Reti                                                                    | 0                                                                       |                                                                         |

## Palmarès

### Club

#### Competizioni nazionali
- Campionato ungherese: 2

Debrecen: 2009-2010
Honvéd: 2016-2017
- Coppa d'Ungheria: 1

Debrecen: 2009-2010
- Supercoppa d'Ungheria: 1

Debrecen: 2009
- Coppa di Lega ungherese: 1

Debrecen: 2009-2010